# Carlos Asprilla
Carlos Asprilla (19 de outubro de 1970) é um ex-futebolista colombiano que atuava como defensor.

## Carreira
Carlos Asprilla integrou a Seleção Colombiana de Futebol na Copa América de 1997.